# شهرستان فوسونگ
شهرستان فوُسونگ (به چینی: 抚松县) یک شهرستان در استان جی‌لین چین است که در تابعیت شهر بای‌شان قرار دارد. شهرستان فوسونگ ۶٬۱۵۹٫۲۸ کیلومتر مربع مساحت و ۲۱۷٬۲۵۲ نفر جمعیت دارد و ۴۳۰ متر بالاتر از سطح دریا واقع شده‌است.
فرودگاه چانگ‌بای‌شان که کاربرد آن جهت خدمت‌رسانی به گردشگران برای دسترسی به کوهستان چانگبای می‌باشد، در اراضی تابعهٔ این شهرستان در سال ۲۰۱۸ میلادی تاسیس شد.

## تقسیمات اداری
شهرستان فوسونگ به ۱۱ شهرک و ۳ قصبه تابعه تقسیم شده است. علاوه بر این، ۲ «قصبهٔ ویژه» تحت مدیریت «منطقه حفاظت و توسعه کوهستان چانگبای» و سه «میدان» هم‌سطح قصبه نیز در تابعیت این شهرستان وجود دارند.
- شهرک بئی‌گانگ (北岗镇، Běigǎng zhèn)
- شهرک چوان‌یانگ (泉阳镇، Quányáng zhèn)
- شهرک دونگ‌گانگ (东岗镇، Dōnggǎngzhèn)
- شهرک سونگ‌جیانگ‌هه (松江河镇، Sōngjiānghé zhèn)
- شهرک شیان‌رن‌چیاو (仙人桥镇، Xiānrénqiáo zhèn)
- شهرک شین‌تون‌زی (新屯子镇، Xīntúnzǐ zhèn)
- شهرک شینگ‌تسان (兴参镇، Xìngcān zhèn)
- شهرک فوسونگ (抚松镇، Fǔsōng zhèn)
- شهرک لوشویی‌هه(露水河镇، Lùshuǐhé zhèn)
- شهرک مان‌جیانگ (漫江镇، Mànjiāng zhèn)
- شهرک وان‌لیانگ (万良镇، Wànliáng zhèn)

- قصبه چووشویی (抽水乡، Chōushuǐ xiāng)
- قصبه شینگ‌لونگ (兴隆乡، Xīnglóng xiāng)
- قصبه یان‌جیانگ (沿江乡، Yánjiāng xiāng)

- قصبه ویژه چی‌شی (تحت مدیریت «منطقه حفاظت و توسعه کوهستان چانگبای»)(长白山保护开发区池西区特殊乡镇، Chángbái-shān bǎohù kāifā qū chínán-qū tèshū xiāngzhèn)
- قصبه ویژه چی‌نان (تحت مدیریت «منطقه حفاظت و توسعه کوهستان چانگبای»)(长白山保护开发区池南区特殊乡镇، Chángbái-shān bǎohù kāifā qū chíxī-qū tèshū xiāngzhèn)

- ادارهٔ جنگل‌داری چوان‌یانگ (泉阳林业局، Quányáng línyèjú xiāngzhèn)
- ادارهٔ جنگل‌داری سونگ‌جیانگ‌هه (松江河林业局، Sōngjiānghé línyèjú xiāngzhèn)
- ادارهٔ جنگل‌داری لوشویی‌هه (露水河林业局، Lùshuǐhé línyèjú xiāngzhèn)